# ألبرت وين
ألبرت وين (بالإنجليزية: Albert Wynn)‏ (10 سبتمبر 1951 في فيلادلفيا - ) سياسي، ومحامي من الولايات المتحدة.